# Do ciebie, mamo
Do ciebie, mamo (także jako List do matki) – polski szlagier powstały na początku lat 60. XX wieku specjalnie dla piosenkarki Violetty Villas i również przez nią wykonywany. Muzykę skomponowali Adam Skorupka, a słowa napisali Stanisław Werner i Mirosław Łebkowski. Utwór znalazł się w zestawieniu 66 niezapomnianych piosenek.
Kompozycja znalazła się na płytach Violetty Villas: Violetta Villas z 1966 roku, Do ciebie, mamo z 2003 roku oraz Na pocieszenie serca i uniesienie ducha z 2008 roku. Piosenka wchodzi również w główny skład repertuaru artystki wykonywanego podczas recitali.
Utwór również śpiewał Bernard Ładysz, wydano go na singlu w 1964 roku.
Piosenką Do ciebie, mamo wokalistka Małgorzata Markiewicz wygrała program Szansa na sukces. Natomiast 11-letnia Klaudia Kulawik zajęła drugie miejsce w pierwszej edycji programu TVN Mam talent! m.in. za wykonanie piosenki Violetty Villas w półfinale. Utwór wykonała także Agnieszka Włodarczyk w pierwszej edycji programu Polsatu Twoja twarz brzmi znajomo. Za ten występ, aktorka wygrała siódmy odcinek show.